# Железничка станица Врчин
Железничка станица Врчин је једна од железничких станица на прузи Београд—Пожаревац. Налази се насељу Врчин у градској општини Гроцка у Београду. Пруга се наставља у једном смеру ка Липама и другом према Зуцету. Железничка станица Врчин се састоји из 4 колосека. 